# لیو رنگوی
لیو رنگوی (انگلیسی: Liu Rengui; ۱ ژانویهٔ ۰۶۰۲ – ۲ مارس ۰۶۸۵) سیاستمدار، و خوشنویس اهل دودمان تانگ بود. او به خاطر قدرت نظامی، به ویژه در فتح باکجه مشهور بود.